# Stand (maatschappelijk)
Stand is een betrekkelijk gesloten sociale groepering met bepaalde sociale status en bijbehorende voorrechten en plichten. Hoewel hier aanvankelijk geen sprake van was, werd deze status gedurende de middeleeuwen in toenemende mate formeel-juridisch bevestigd. Aan de voorrechten kwam in een groot deel van Europa een einde met de Franse Revolutie. Binnen een stand kon sprake zijn van verschillende sociale klassen.
De middeleeuwse standenmaatschappij zou bestaan uit:
- de eerste stand, de geestelijkheid;
- de tweede stand, de adel;
- de derde stand, op het platteland de boeren, en in de steden de burgers (hierbij was de middenstand de burgerstand van zelfstandige ondernemers en ambachtslieden).

In de praktijk was de middeleeuwse sociale werkelijkheid echter vele malen gecompliceerder dan dit ideaalbeeld van middeleeuwse auteurs suggereert. Zo had de Ridderschap in haar ontwikkeling zowel kenmerken van een stand als van een klasse.
In juridische zin bestond een stand uit een groep mensen, waarvan de vertegenwoordigers zitting hadden in een standenvergadering (een soort parlement). 
In de Republiek der Zeven Verenigde Nederlanden verschilde het per provincie wie tot deze standenvergadering of Staten werd gerekend. De provinciale Staten waren samen vertegenwoordigd in de Staten-Generaal.
Na de Franse Revolutie en in Nederland na de stichting van de Bataafse Republiek werden de standen (en dus ook de statenvergaderingen) afgeschaft. Bij de stichting van het Verenigd Koninkrijk der Nederlanden werden ze in beperkte mate hersteld, echter na de grondwetswijzigingen van Thorbecke definitief afgeschaft. De benamingen Staten-Generaal en Provinciale Staten zijn echter behouden.